# Рокитниця (Жабинківський район)
Рокитниця (біл. Ракітніца) — село в Білорусі, у Жабинківському районі Берестейської області. Орган місцевого самоврядування — Рокитницька сільська рада.

## Географія
Розташоване за 13 км на південь від Жабинки.

## Історія
У XVI столітті селом володів Кишка, у XVII столітті — Мосальські, у XIX столітті — граф К. Ожаровський. У 1917—1919 роках у Рокитниці діяла українська початкова школа, у якій навчалося 20 учнів, учителем був П. Бондаренко. У 1921 році село входило до складу гміни Рогізна Кобринського повіту Поліського воєводства Польської Республіки.

## Населення
За переписом населення Білорусі 2009 року чисельність населення села становило 666 осіб.
Станом на 10 вересня 1921 року в селі налічувалося 104 будинки та 537 мешканців, з них:
- 244 чоловіки та 293 жінки;
- 511 православних, 1 римо-католик, 25 юдеїв;
- 261 українець (русин), 4 білоруси, 247 поляків, 25 євреїв.